# Łukowo (powiat obornicki)

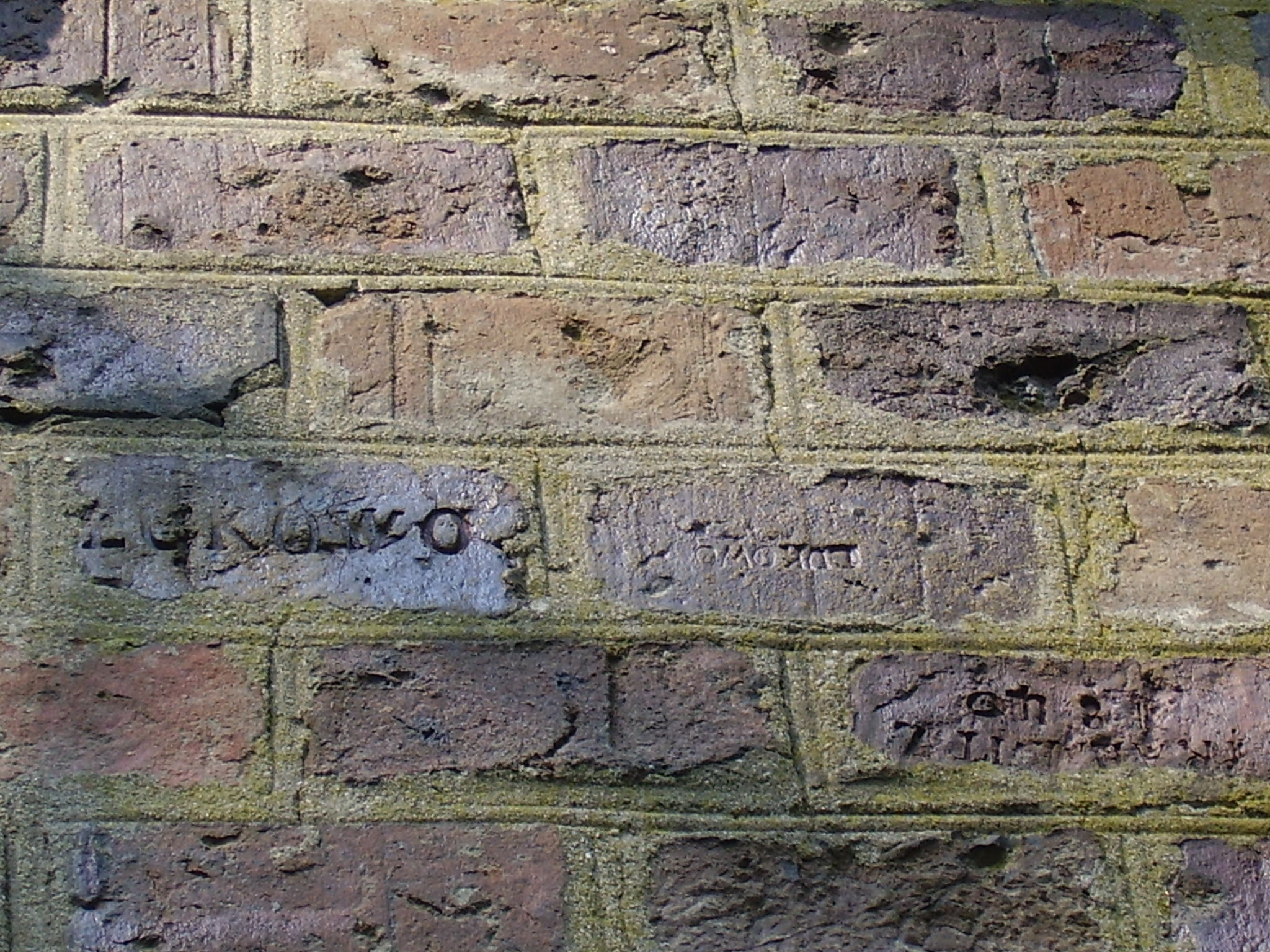
Dwa typy stempli Łukowo

Łukowo – średniej wielkości wieś sołecka w Polsce położona w województwie wielkopolskim, w powiecie obornickim, w gminie Oborniki.
| SIMC    | Nazwa    | Rodzaj    |
| ------- | -------- | --------- |
| 1007518 | Dobromil | część wsi |

## Historia
Wieś związana była pierwotnie z Wielkopolską. Ma metrykę średniowieczną i istnieje co najmniej od drugiej połowy XIV wieku. Wymieniona została w łacińskim dokumencie z 1387 jako "Lucowo", a także odnotowano w tym roku odmiejscowe nazwisko pochodzące od wsi "Lukowsky". W 1388 miejscowość zapisano pod nazwą "Lukowo", 1389 "Lucovo", oraz ponownie nazwiska odmiejscowe: w 1392 Luckofski, w 1396 Lukofszky, w 1398 Lokowski. Z 1406 pochodzi zapis "Lukow", 1440 "Lucow", 1531 "Lucouye".
Miejscowość była początkowo własnością szlachecką, należącą do Łukowskich - lokalnego rodu wielkopolskiego, który od nazwy wsi przyjął odmiejscowe nazwisko, a później także do Sobockich, Młyńskich, Boboleckich, Bukowieckich. W 1450 leżała w powiecie poznańskim Korony Królestwa Polskiego. W 1397 należała do parafii Łukowo, a w 1510 odnotowana jako wieś w dekanacie obornikim.
W latach 1387-1400 dziedzicem wsi był Jan Łukowski. Wspomniany został dzięki kilku średniowiecznym procesom sądowym: w latach 1387-1389 o sumy z Piotrem z Połajewa, w 1391 z Dorotą z Gorzewa, w 1392 z Dobrogostem Szymankowskim. W 1400 Jan zwany Łuków odnotowany w aktach sądowych w sporach: z sędzią kaliskim Maciejem z Wąsoszy, z kasztelanem kaliskim Świętosławem z Szubina o 60 grzywien z tytułu poręczenia. W 1400 pierwszy raz odnotowano także Klarę wdowę po Janie z Łukowa, która jako strona wymieniona została w szeregu majątkowych spraw sądowych.
XIV wieczne zapisy sądowe odnotowały także innych mieszkańców wsi: w 1391 świadka Przedwoja z Łukowa, w 1396 świadka Bogusława Łukowskiego, a w 1398 Andrzeja Łukowskiego, który toczył proces z Piotrem Jaworskim mieszczaninem poznańskim.
W połowie XV wieku właścicielami Łukowa i kilku okolicznych wsi byli bracia Mikołaj i Jan Łukowscy synowie Mikołaja Granowskiego oraz Klary Łukowskiej. W 1445 Mikołaj Łukowski z Granowa wraz z matką Anną jako opiekunką zapisał wikariuszom katedry poznańskiej 5 grzywien szer. groszy czynszu rocznego na wsi Spławie od sumy głównej 50 grzywien szer. groszy. W 1470 Jan Łukowski odnotowany został w rejestrze pozwanych przez starostę generalnego Wielkopolski o wiardunki królewskie. W latach 1477-1483 majątek we wsi odziedziczył syn Jana Łukowskiego Stanisław Łukowski. W 1478 zapisał swojej żonie Małgorzacie Gołanickiej 900 złotych węgierskich posagu oraz 1000 złotych węgierskich wiana na mieście Ziemin oraz na wsi Łukowo. W 1483 Stanisław Łukowski dziedzic Granowa, Łukowa i Parzęczewa zaprezentował kandydata na plebana w Parzęczewie.
Miejscowość odnotowano również w historycznych rejestrach poborowych dzięki czemu zachował się obraz gospodarczy miejscowości z XV-XVI wieku. W 1423 w Łukowie było 11,5 łana. W 1508 miał miejsce pobór podatków we wsi od 8 łanów oraz po 6 groszy od 4 karczm. We wsi stał również opuszczony wodny młyn zbożowy o jednym kole wodnym. W 1509 pobrano podatki od 6 łanów, dwóch łanów opuszczonych, po 3 grosze od dwóch karczm. W 1510 miał miejsce pobór od 6 łanów. W 1531 łany opuszczone we wsi nie były uprawiane, ale na swoich łanach gospodarowało 9 kmieci oraz 7 kmieci na półłankach. W 1563 miał miejsce pobór z części wsi posiadanej przez Andrzeja Młyńskiego od 4 łanów, karczmy dorocznej oraz z części Dobrogosta Sobockiego od 5,5 łana i młyna dorocznego o jednym kole. W 1577 pobór z Łukowa zapłacił Wolfgang Bukowiecki oraz Stanisław Bobolecki. W 1580 pobrano podatki z części Stanisława Boboleckiego od 3 łanów, 3 zagrodników, dwóch komorników, 0,5 łana oraz z części Jana Bukowieckiego od 6 półłanków, 3 półłanków opuszczonych, 5 zagrodników, dwóch komorników, młyna dorocznego o jednym kole. W latach 1580-1586 dziedzicem w Łukowie był Stanisław Bobolecki.
Źródła historyczne odnotowały również zwykłych mieszkańców wsi. W 1430 biskup poznański Stanisław Ciołek postanowił, że kmiecie z Łukowa otrzymają absolucję na czas "od teraz do synodu". W 1500 poddani pana Wojciecha Trąmpczyńskiego z Łukowa napadli na kmieci ze wsi prestymonialnej Starczynowo [pow. pozn., obecnie Starczanowo] należącej do kapelana poznańskiego. W 1508 odnotowani zostali kmiecie łukowscy Szymon Piątek oraz Piotr Polak, a w 1544 kmieć Jan Compha.
Wieś szlachecka położona była w 1580 roku w powiecie poznańskim województwa poznańskiego w Rzeczypospolitej Obojga Narodów. Wskutek II rozbioru Polski w 1793, miejscowość przeszła pod władanie Prus i jak cała Wielkopolska znalazła się w zaborze pruskim.
W XIX w. funkcjonowała cegielnia, która zaopatrywała Twierdzę Poznań oraz inne budynki w materiały budowlane. Adam Mickiewicz przebywał w Łukowie w drugiej połowie grudnia 1831 roku, goszcząc w majątku Józefa Grabowskiego (wymienionego w Księdze VII Pana Tadeusza); brał udział w wigilijnej pasterce w miejscowym kościele św. Michała Archanioła. Fakt pobytu Adama Mickiewicza w Łukowie upamiętnia tablica wmurowana w fasadę łukowskiego pałacu oraz druga - w kościele.
W latach 1975–1998 miejscowość należała administracyjnie do województwa poznańskiego.
W 1942 okupanci niemieccy wprowadzili dla miejscowości nazwę hitlerowską Luckland.